# Paratoxotus argodii
Paratoxotus argodii är en skalbaggsart som beskrevs av Leon Fairmaire 1901. Paratoxotus argodii ingår i släktet Paratoxotus och familjen långhorningar.
Artens utbredningsområde är Madagaskar. Inga underarter finns listade i Catalogue of Life.